# I Know What You Did Last Summer (série de televisão)
I Know What You Did Last Summer é uma série de televisão americana de terror adolescente baseada no romance homônimo de 1973 de Lois Duncan. A Amazon Studios anunciou o desenvolvimento da série em 2019, com Neal H. Moritz e James Wan servindo como produtores executivos. 
Parte da franquia de mesmo nome, a série é uma visão moderna do romance original e da adaptação cinematográfica de 1997 e segue um grupo de amigos perseguidos por um assassino brutal um ano depois de encobrir um acidente de carro no qual mataram alguém. O elenco tem Madison Iseman, Brianne Tju, Ezekiel Goodman, Ashley Moore e Sebastian Amoruso e também estrela Fiona Rene, Cassie Beck, Brooke Bloom e Bill Heck.
Foi lançada no Amazon Prime Video em 15 de outubro de 2021, com os quatro primeiros episódios e o restante estreando semanalmente. Em 8 de janeiro de 2022, o Prime Vídeo cancelou a série após a primeira temporada.

## Elenco

### Principal
- Madison Iseman como Lennon/Alison
- Bill Heck como Bruce
- Brianne Tju como Margot
- Ezekiel Goodman como Dylan
- Ashley Moore como Riley
- Sebastian Amoruso como Johnny
- Fiona Rene como Lyla
- Cassie Beck como Courtney
- Brooke Bloom como Clara

### Recorrente
- Sonya Balmores como Mel
- Spencer Sutherland como Dale
- Chrissie Fit como Kelly

## Episódios

### 1.ª temporada (2021)
| N.º na série | N.º na temp. | Título                                    | Dirigido por           | Escrito por                                                                        | Lançamento             |
| ------------ | ------------ | ----------------------------------------- | ---------------------- | ---------------------------------------------------------------------------------- | ---------------------- |
| 1            | 1            | "It's Thursday"                           | Craig William Macneill | História por : Shay Hatten & Sara Goodman Roteiro por : Sara Goodman e Shay Hatten | 15 de outubro de 2021  |
| 2            | 2            | "It's Not Just For Dogshit"               | Craig William Macneill | Sara Goodman                                                                       | 15 de outubro de 2021  |
| 3            | 3            | "A Gorilla Head Will Not Do"              | Logan Kibens           | Johanna Stokes                                                                     | 15 de outubro de 2021  |
| 4            | 4            | "Hot Shrimp Salad"                        | Logan Kibens           | Phoebe Fisher                                                                      | 15 de outubro de 2021  |
| 5            | 5            | "Mukbang"                                 | Benjamin Semanoff      | Gary Tieche                                                                        | 22 de outubro de 2021  |
| 6            | 6            | "Least You Had A Spare"                   | Benjamin Semanoff      | Lana Cho                                                                           | 29 de outubro de 2021  |
| 7            | 7            | "If Only Dogs Could Talk"                 | Logan Kibens           | Chaconne Martin-Berkowicz                                                          | 5 de novembro de 2021  |
| 8            | 8            | "Your Next Life Could Be So Much Happier" | Logan Kibens           | Sara Goodman                                                                       | 12 de novembro de 2021 |

## Produção

### Desenvolvimento
Em 26 de julho de 2019, foi anunciado que a Amazon Studios desenvolveria uma série de televisão baseada no romance de 1973 I Know What You Did Last Summer, de Lois Duncan, com Neal H. Moritz e Pavun Shetty, da Original Film, servindo como produtores executivos, James Wan dirigindo e Shay Hatten escrevendo o piloto. Em 14 de outubro de 2020, a Amazon deu ao projeto um pedido da série, e foi anunciado que Sara Goodman havia substituído Hatten como escritora da série. Também foi anunciado que Goodman e Hatten serviriam como produtores executivos da série, ao lado de Erik Feig, da Original Film, e Rob Hackett, Michael Clear e Wan, da Atomic Monster. Em 9 de dezembro de 2020, Craig William Macneill foi anunciado como diretor do piloto, bem como produtor executivo.

### Seleção de elenco
Em 11 de janeiro de 2021, Madison Iseman, Brianne Tju, Ezekiel Goodman, Ashley Moore, Sebastian Amoruso, Fiona Rene, Cassie Beck, Brooke Bloom e Bill Heck foram escalados para papéis principais. Em 28 de janeiro de 2021, Sonya Balmores foi escalada para um papel recorrente. Em 19 de fevereiro de 2021, Spencer Sutherland se juntou ao elenco recorrente. Em 22 de março de 2021, Chrissie Fit foi escalada para um papel recorrente.

### Filmagens
A série começou a ser filmada em 25 de janeiro de 2021, em Oahu.

## Lançamento
A série estreou no Amazon Prime Video em 15 de outubro de 2021, com os quatro primeiros episódios disponíveis imediatamente e o restante estreando semanalmente.